# 138 v.Chr.

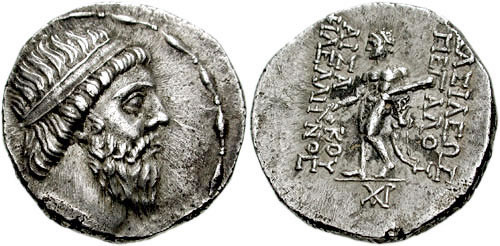
Mithridates I de Grote van Parthië

Het jaar 138 v.Chr. is een jaartal in de 2e eeuw v.Chr. volgens de christelijke jaartelling.

## Gebeurtenissen

### Italië
- In Rome worden Publius Cornelius Scipio Nasica Serapio en Decimus Junius Brutus Callaicus, door de Senaat aangesteld tot consul in het Imperium Romanum.

### Europa
- In Hispania wordt de stad Valentia Edetanorum (huidige Valencia) gesticht door Decimus Junius Brutus Callaicus. Hij laat Lissabon, een Romeinse handelskolonie versterken met fortificaties.
- Brutus Callaicus voert in Noord-Spanje een guerrillaoorlog tegen de Keltische bergstammen de Cantabri.

### Perzië
- Diodotus Tryphon laat Antiochus VI Dionysus vermoorden, hij vlucht en pleegt zelfmoord in Apamea.
- Antiochus VII Sidetes (138 - 129 v.Chr.) bestijgt als koning de troon van het Seleucidenrijk en treedt in het huwelijk met zijn schoonzus Cleopatra Thea.
- Phraates II (138 - 128 v.Chr.) volgt zijn vader Mithridates I de Grote op als koning van Parthië.

### Klein-Azië
- Attalus III van Pergamon (138 - 133 v.Chr.) volgt zijn neef Attalus II op als koning van Pergamon.

### China
- De Chinese ontdekkingsreiziger, Zhang Qian, vertrekt met een delegatie uit Chang'an en begint aan een diplomatieke missie naar Midden-Azië. Onderweg wordt hij door de Xiongnu in de Gobi-woestijn gevangengenomen.

## Geboren
- Lucius Appuleius Saturninus (~138 v.Chr. - ~100 v.Chr.), Romeins staatsman
- Lucius Cornelius Sulla (~138 v.Chr. - ~78 v.Chr.), Romeins staatsman en veldheer

## Overleden
- Antiochus VI Dionysus (~148 v.Chr. - ~138 v.Chr.), koning van het Seleucidenrijk (Syrië) (10)
- Attalus II Philadelphus (~220 v.Chr. - ~138 v.Chr.), koning van Pergamon (82)
- Diodotus Tryphon, koning van het Seleucidenrijk
- Mithridates I de Grote (~195 v.Chr. - ~138 v.Chr.), koning van Parthië (57)